# Puurs
Puurs és un antic municipi belga de la província d'Anvers a la regió de Flandes. Era el resultat de la fusió dels municipis de Puurs, Breendonk, Liezele i Ruisbroek. L'1 de gener de 2019 va fusionar amb Sint-Amands per formar un municipi nou anomenat Puurs-Sint-Amands.

## Evolució de la població

### Seglexix
| Any      | 1806 | 1816 | 1830 | 1846 | 1856 | 1866 | 1876 | 1880 | 1890 |
| -------- | ---- | ---- | ---- | ---- | ---- | ---- | ---- | ---- | ---- |
| Població | 4048 | 4513 | 5375 | 3715 | 3696 | 3626 | 3637 | 3644 | 3871 |
|          |      |      |      |      |      |      |      |      |      |

### seglexx(fins a 1976)
| Any      | 1900 | 1910 | 1920 | 1930 | 1947 | 1961 | 1970 | 1976 |  |
| -------- | ---- | ---- | ---- | ---- | ---- | ---- | ---- | ---- |  |
| Població | 4140 | 4854 | 4924 | 5404 | 6071 | 6402 | 6667 | 6772 |  |
|          |      |      |      |      |      |      |      |      |  |

### 1977 ençà
| Any       | 1977   | 1980   | 1985   | 1990   | 1995   | 2000   | 2005   |
| --------- | ------ | ------ | ------ | ------ | ------ | ------ | ------ |
| Població  | 14.835 | 15.045 | 15.014 | 15.180 | 15.380 | 15.736 | 15.903 |
| Font: NIS |        |        |        |        |        |        |        |

## Agermanaments
- Dębica